# Алгоритм Apriori
Apriori — алгоритм глибинного аналізу даних щодо частих одиниць у множинах і машинного навчання щодо асоціативних правил, що застосовується переважно до баз даних транзакцій. Алгоритм ідентифікує елементи/одиниці, що часто повторюються у базі, і розширює їх список до все більших множин з дотриманням правила достатньої частотності. Визначені алгоритмом множини частих одиниць можна використати для визначення правил асоціювання, по яких стають помітними загальні тенденції в базі даних.
Це знаходить застосування в таких областях, як аналіз ринкового кошика. Одиницями при цьому є пропоновані товари, а покупка являє собою транзакцію, яка містить куплені предмети (одиниці). Алгоритм при цьому визначає кореляції такого виду:
Якщо хтось купує шампунь і лосьйон для гоління, у 90 % випадків купується також і піна для гоління.
Дані, що надаються до аналізу, складаються з таблиці транзакцій (на рядках), в якій перераховуються будь-які бінарні одиниці (у колонках). Алгоритм Apriori знаходить співвідношення між множинами одиниць, які зустрічаються у великій частині транзакцій. Правила асоціювання, які отримуються в результаті, мають форму {\displaystyle A\rightarrow B}; при цьому {\displaystyle A} і {\displaystyle B} є множинами одиниць, а правило стверджує, що коли у великій частині транзакцій зустрічається множина одиниць {\displaystyle A}, то там часто зустрічається і множина одиниць {\displaystyle B}.

## Опис алгоритму
Алгоритм Apriori було запропоновано Агравалом і Срікантом в 1994 році. Apriori застосовується до баз даних транзакцій (наприклад, наборів товарів, куплених клієнтами, або відвідуваності вебсайту). Інші алгоритми розроблені для пошуку асоціативних правил у даних, які не містять транзакцій або не мають відміток часу (наприклад, ДНК-послідовність). Кожна транзакція розглядається як множина елементів. Маючи заданий поріг {\displaystyle C}, алгоритм Apriori ідентифікує множину елементів, які є підмножинами принаймні {\displaystyle C} транзакцій в базі даних.
Апріорі використовує підхід «знизу вгору», за якого список частих підмножин розширюється по одному елементу за раз (крок, відомий як генерування кандидатів); відтак групи кандидатів перевіряються на основі наявних даних. Алгоритм завершує роботу, коли подальших успішних розширень знайти неможливо.
Apriori використовує пошук у ширину та структуру геш-дерева для ефективного підрахунку елементів-кандидатів множини. Він генерує множини елементів-кандидатів довжиною {\displaystyle k} з множин довжиною {\displaystyle k-1}. Потім він відсікає кандидатів, які є нечастими підмножинами. Відповідно до леми низхідного змикання (англ. downward closure lemma), множина кандидатів містить усі множини елементів довжини {\displaystyle k}, які часто зустрічаються. Після цього він сканує базу даних транзакцій, щоб визначити множини елементів, які часто зустрічаються серед кандидатів.
Псевдокод для алгоритму наведено нижче для бази даних транзакцій {\displaystyle T} і допоміжного порога {\displaystyle \epsilon }. Застосовується звичайна нотація теорії множин, хоча слід відзначити, що {\displaystyle T} є мультимножиною. {\displaystyle C_{k}} — це множина кандидатів для рівня {\displaystyle k}. З кожним кроком, як припускається, алгоритм генерує набори кандидатів з великих множин попереднього рівня, дотримуючись леми низхідного закриття. {\displaystyle count[c]} звертається до поля структури даних, яка являє собою множину кандидатів {\displaystyle c}, спочатку вона приймається рівною нулю. Нижче випущено багато деталей, але зазвичай найважливішою частиною реалізації є структура даних, що використовується для зберігання множин кандидатів і підрахунку їх частоти.
{\displaystyle {\begin{aligned}&\mathrm {Apriori} (T,\epsilon )\\&\qquad L_{1}\gets \{\mathrm {large~1-itemsets} \}\\&\qquad k\gets 2\\&\qquad \mathrm {\textbf {while}} ~L_{k-1}\neq \ \emptyset \\&\qquad \qquad C_{k}\gets \{a\cup \{b\}\mid a\in L_{k-1}\land b\not \in a\}-\{c\mid \{s\mid s\subseteq c\land |s|=k-1\}\nsubseteq L_{k-1}\}\\&\qquad \qquad \mathrm {{\textbf {for}}~transactions} ~t\in T\\&\qquad \qquad \qquad C_{t}\gets \{c\mid c\in C_{k}\land c\subseteq t\}\\&\qquad \qquad \qquad \mathrm {{\textbf {for}}~candidates} ~c\in C_{t}\\&\qquad \qquad \qquad \qquad {\mathit {count}}[c]\gets {\mathit {count}}[c]+1\\&\qquad \qquad L_{k}\gets \{c\mid c\in C_{k}\land ~{\mathit {count}}[c]\geq \epsilon \}\\&\qquad \qquad k\gets k+1\\&\qquad \mathrm {\textbf {return}} ~\bigcup _{k}L_{k}\end{aligned}}}

## Приклади

### Приклад 1
Розглянемо таку базу даних, де кожен рядок являє собою транзакцію, а кожна клітина — окремий елемент транзакції:
| alpha | beta | epsilon |   |
| alpha | beta | theta   | a |
| alpha | beta | epsilon | a |
| alpha | beta | theta   | b |

З цієї бази можна визначити такі асоціативні правила:
1. 100 % множин, що містять alpha, також містять beta.
2. 50 % множин, що містять alpha, beta, також містять epsilon.
3. 50 % множин, що містять alpha, beta, також мають theta.

ми можемо проілюструвати це за допомогою різних прикладів.

### Приклад 2
Припустимо, що великий супермаркет відстежує дані про продажі у блоці складського обліку (SKU) для кожного елемента: кожний елемент, наприклад, «масло» або «хліб», визначається числовим значення в SKU. Супермаркет має базу даних транзакцій, де кожна транзакція це набір артикулів, які були куплені разом.
Нехай база даних угод складається з наступних наборів:
| Набір     |
| {1,2,3,4} |
| {1,2,4}   |
| {1,2}     |
| {2,3,4}   |
| {2,3}     |
| {3,4}     |
| {2,4}     |

Ми будемо використовувати Apriori, щоб визначити часті набори товарів цієї бази даних. Для цього будемо говорити, що набір товарів частий, якщо він з'являється, принаймні, у 3 транзакціях бази даних: значення 3 є пороговим значенням (англ. support threshold).
Перший крок Apriori — це підрахування числа входжень, який називаємоє затребуваністю (англ. Support), для кожного елементу окремо. При скануванні бази даних в перший раз, ми отримуємо наступний результат
| Набір | Затребуваність |
| ----- | -------------- |
| {1}   | 3              |
| {2}   | 6              |
| {3}   | 4              |
| {4}   | 5              |

Всі набори елементів розміром 1 мають затребуваність, принаймні, 3, тому вони більш часті.
Наступним кроком є створення списку всіх пар частих елементів.
Наприклад, щодо пари {1,2}: перша таблиця з прикладу 2 показує, що пункти 1 і 2 з'являються разом в трьох наборах. Тому ми говоримо, що пункт {1,2} має затребуваність три.
| Набір | Затребуваність |
| ----- | -------------- |
| {1,2} | 3              |
| {1,3} | 1              |
| {1,4} | 2              |
| {2,3} | 3              |
| {2,4} | 4              |
| {3,4} | 3              |

Пари {1,2}, {2,3}, {2,4} і {3,4} всі відповідають або перевищують мінімальну затребуваність 3, так що вони часті. Пари {1,3} і {1,4} не є частими. Тепер, тому що {1,3} і {1,4} не часті, будь-який більший набір, який містить {1,3} або {1,4} не може бути частим. Таким чином, ми можемо скоротити набори: тепер ми будемо шукати часті трійки в базі даних, але ми вже можемо виключити всі трійки, які містять одну з цих двох пар:
| Набір   | Затребуваність |
| ------- | -------------- |
| {2,3,4} | 2              |

в даному прикладі, немає частих трійок — {2,3,4} нижче мінімального порогу, і інші трійки були виключені, тому що вони були наборами пар, які вже були нижче затребуваності.
Таким чином, ми визначили часті набори елементів в базі даних, а також показали, як деякі елементи не були підраховані, тому що про одну з їх підмножин вже було відомо, що вона нижче порогового значення.

## Обмеження
Алгоритм Apriori страждає від низкої ефективності та компромісів, що привело до виникнення інших алгоритмів. Утворення кандидата породжує велику кількість підмножин (алгоритм намагається завантажити в набір кандидатів якомога більше даних перед кожним скануванням). Пошук підмножин проходом від низу до верху (по суті обхід в ширину підмножини решітки) знаходить будь-яку максимальну підмножину S тільки після того, як будуть знайдено її {\displaystyle 2^{|S|}-1} власних підмножин.
Алгоритм сканує базу даних дуже багато разів, що суттєво скорочує швидкодію. Тому, для того щоб алгоритм працював швидко, потрібно, щоб база постійно знаходилась у пам'яті.
Також часова та просторова складність алгоритму є дуже високими.
Пізніші алгоритми, такі як Max-Miner намагаються визначити максимальні часті набори записів, не перераховуючи їх підмножини, і виконуючи «стрибки» в просторі пошуку, на відміну від чистого подходу з низу до верху.